# Breutelia integrifolia
Breutelia integrifolia là một loài rêu trong họ Bartramiaceae. Loài này được Taylor A. Jaeger mô tả khoa học đầu tiên năm 1875.